# Gool!
Gool! (titlul original: în engleză Goal!) este o trilogie, în care este prezentat visul unui tânăr mexican, Santiago Muñez, de a deveni un star al fotbalului. De mic era înnebunit după acest sport și era foarte talentat.
Într-o zi mama sa, Rosa Muñez, a fost atacată de doi bărbați, dintre care unul era unchiul lui Santi. A încercat să vină acasă, dar și-a dat seama că nu putea explica familiei ce s-a întâmplat și a preferat să plece de acasă. După 3 săptămâni se întoarce acasă cu alte gânduri, dar familia ei plecase în Statele Unite ale Americii.
După mulți ani, Santi era deja student la liceul din Los Angeles și juca la o mică echipă de fotbal, Los Americanos Jovenes F.C. Într-o zi, un fost scouter de la Newcastle United, care căuta copii cu vârste de 4-6 ani și accidental se uită câteva zeci de secunde la meciul echipei lui Muñez și văzând jocul sclipitor al acestuia îl ajută să dea probe la Newcastle United. Până să ajungă în Anglia, trebuie să-și suporte tatăl, când îi fură banii și îi dă pentru băutură. În Anglia trece prin numeroase încercări (acomodarea cu noroiul de pe teren și cu stilul englez, problemele cu astmul, moartea tatălui său) și ajutat de vedeta echipei, Gavin Harris, care devine cel mai bun prieten al său, și de iubita sa, Roz Harminson, trece de toate provocările. Pentru a prinde cupele europene Newcastle United trebuia să câștige meciurile cu Chelsea, Reading și Liverpool F.C., iar cu golurile și pasele decisive ale lui Santi, vor reuși să îndeplinească obiectivul.
În "Goal 2- Trăirea visului", Santiago ajunge la Real Madrid, echipa favorită a întregii sale familii, unde juca și Harris acum. Sezonul despre care este vorba, este 2005-2006, când Real a jucat în faza grupelor Champions League cu Rosenborg, Lyon și Olympiacos Pireu. Muñez înscrie în finalul meciului cu Olympiacos Pireu și începe o perioadă excelentă pentru el, în care va înscrie multe goluri, dar mereu va începe meciul ca rezervă, iar când debutează ca titular contra celor de la Valencia C.F. este eliminat. Începe să își caute mama, despre care auzise de la fratele său vitreg, Enrique, că este în Madrid. Când o găsește, află motivul pentru care aceasta a părăsit familia. Realul învinge Lyonul în semifinale și joacă finala, contra celor de la Arsenal Londra. TG Harper deschide scorul pentru tunari (în realitate, acesta e un cântăreț de culoare și nu este jucător de fotbal), iar francezul Henry majorează avantajul. Realul revine și înscrie prin Harris și Muñez. În ultima secundă Real primește o lovitură liberă și Beckham înscrie.
"Goal 3" a apărut în 2008 și este aventura lui Muñez la WORLD CUP 2006 în Germania, jucând pentru Mexic.

## Distribuție
- Kuno Becker ca Santiago Munez
- Alessandro Nivola ca Gavin Harris
- Stephen Dillane ca Glen Foy
- Marcel Iures ca Erik Dornhelm
- Anna Friel ca Roz Harmison
- Tony Plana ca Santiago's father
- Kieran O'Brien ca Hughie McGowan
- Sean Pertwee ca Barry Rankin
- Míriam Colón ca Mercedes Muñez
- Cassandra Bell ca Christina
- Alejandro Tapi ca Júlio
- Kate Tomlinson ca Val
- Arvy Ngeyitlala ca Tom
- Zachary Johnson ca Rory
- Jorge Cervera ca Cesar
- Tasha Hettiarachchi ca Cheerleader
- Cemil Sahan ca cel mai bun prieten al lui Santiago
- Peter M. Quinn în rolul lui Crowd

### Cameo
- Zinedine Zidane
- David Beckham
- Cristiano Ronaldo
- Simão Sabrosa
- Petit
- Hugo Viana
- Hélder Postiga
- Ricardo
- Raúl González
- Iker Casillas
- Roberto Carlos
- Alan Shearer
- Martin Tyler
- Shay Given
- Sven-Göran Eriksson
- Lee Bowyer
- Jermaine Jenas
- Kieron Dyer
- Titus Bramble
- Brian McBride
- James Adams
- Carlos Bocanegra
- Tomasz Radzinski
- Stephen Carr
- Jean-Alain Boumsong
- Michael Chopra
- Rafael Benítez
- Milan Baroš
- Vladimír Šmicer
- Laurent Robert
- Celestine Babayaro
- Frank Lampard
- Joe Cole
- Steven Gerrard
- Emile Heskey
- Thomas Gravesen
- William Gallas
- John Arne Riise
- Jamie Carragher
- Igor Bišćan
- Dave Hughes
- Patrick Kluivert
- Jiří Jarošík
- Rob Lee
- Pablo García
- Shola Ameobi
- James Milner
- Thierry Henry
- Sergio Ayala
- Rafael Márquez
- Ieuan Attwood
- José Antonio Reyes
- Fredrik Ljungberg
- Adam Levine
- Gareth Bale
- Frank Lampard
- Javier Hernandez
- Howard Webb, ca arbitru în meciul final Newcastle-Liverpool
- Liam Scott

## Coloana sonoră
1. Happy Mondays – Playground Superstar – Exclusive Track
2. Oasis – Who Put The Weight of the World on My Shoulders? – Exclusive Track
3. UNKLE featuring Joel Cadbury – Leap of Faith – Exclusive Track
4. Dirty Vegas – Human Love
5. Oasis – Morning Glory – Dave Sardy Mix – Exclusive Track
6. The Bees – This Is The Land
7. Oasis – Cast No Shadow – UNKLE Beachhead Mix – Exclusive Track
8. Graeme Revell – Score: That's That
9. Kasabian – Club Foot
10. Zero 7 – Look Up
11. Princess Superstar – Wet! Wet! Wet!
12. UNKLE – Blackout
13. ...And You Will Know Us By The Trail Of Dead – Will You Smile Again For Me
14. Graeme Revell – Score: Premiership Medley